# Twierdzenie Schaudera-Tichonowa
Twierdzenie Schaudera-Tichonowa – twierdzenie mówiące, że każdy zwarty, wypukły i niepusty podzbiór lokalnie wypukłej przestrzeni liniowo-topologicznej ma własność punktu stałego. Dowód tego twierdzenia można przeprowadzić w oparciu o twierdzenie Brouwera o punkcie stałym.